# Þykkvabær
Þykkvabær é uma localidade no sul da Islândia, com uma população de cerca de 59 habitantes em 2018.